# Lago Fischteich
El lago Fischteich (en alemán: Fischteich) es un lago situado en el distrito de Mecklemburgo Noroccidental —junto a la costa del mar Báltico—, en el estado de Mecklemburgo-Pomerania Occidental (Alemania), a una altitud de 6.8 metros; tiene un área de 26.6 hectáreas.